# یاک آویکسو
یاک آویکسو (استونیایی: Jaak Aaviksoo؛ زادهٔ ۱۱ ژانویهٔ ۱۹۵۴) سیاستمدار اهل استونی است.
وی از سال ۱۹۹۵ تا ۱۹۹۶ تا وزیر فرهنگ و آموزش، از سال ۲۰۰۷ تا ۲۰۱۱ وزیر دفاع و از سال ۲۰۱۱ تا ۲۰۱۴ وزیر آموزش و تحقیقات است.